# Julio Becerra Rivero
Julio Becerra Rivero (nascut a Cuba el 15 d'octubre de 1973), és un jugador d'escacs estatunidenc, d'origen cubà, que té el títol de Gran Mestre des de 1997.
A la llista d'Elo de la FIDE del setembre de 2020, hi tenia un Elo de 2495 punts, cosa que en feia el jugador número 38 (en actiu) dels Estats Units. El seu màxim Elo va ser de 2614 punts, a la llista de gener de 2009 (posició 149 al rànquing mundial).

## Biografia i resultats destacats en competició
Becerra va guanyar el Campionat de Cuba els anys 1995, 1996, i 1998, i va participar, representant Cuba, a les Olimpíades d'escacs de 1994, 1996 i 1998.
El 1999 va desertar cap als Estats Units, i el 2005 va fixar la seva residència a Miami, on esdevingué Campió de Florida entre 2006 i 2009. Juga la lliga estatunidenca de clubs amb els Miami Sharks, i fou l'MVP de la lliga el 2006.
El 2007 fou quart al torneig The SPICE Cup, organitzat per la Universitat de Texas Tech i el Susan Polgar Institute for Chess Excellence (SPICE), per sota del campió Eugene Perelshteyn i de Gilberto Hernández (2n) i Kamil Miton (3r).